# ناصر بن حمد المنقور
ناصر بن حمد المنقور (مواليد شوال 1348هـ / أبريل 1930، حوطة سدير - توفي 24 يوليو 2007) هو سياسي ودبلوماسي سعودي تولّى عدّة مناصب منها مدير جامعة الملك سعود، ووزير العمل والشؤون الاجتماعيّة، وعُيّن سفيرًا للسعودية في عدّة دول طوال مسيرته العملية آخرها سفيرًا لخادم الحرمين الشريفين لدى بريطانيا ومعتمد لدى جمهورية إيرلندا حتى 1992.

## الحياة العلمية
تتلمذ على يد الشيخ صالح النصرالله في حوطة سدير ثم درس في المعهد العلمي السعودي في مكة المكرمة وانتقل بعدها إلى مصر حيث حصل على ليسانس في الآداب من جامعة القاهرة وذلك عام 1952.

## جريدة الرياض
كان أحد المؤسسين لمؤسسة اليمامة الصحفية وكانت المقالة الافتتاحية في أول عدد لجريدة الرياض السعودية بيد معاليه.

## تأسيس جامعة الملك سعود
أثناء عمل الشيخ ناصر مدير عام التعليم في المملكة العربية السعودية كلف برئاسة لجنة إنشاء جامعة الملك سعود و استمر عمل هذه اللجنة ما يقارب العامين. صدر أمر تعيينه مديرا للجامعة بعد وفاة أول مدير لها عبد الوهاب عزام.

## المناصب التي شغلها
- المدير العام المساعد للتعليم بوزارة المعارف عام 1377هـ.
- المدير العام للتعليم بوزارة المعارف عام 1377هـ.
- المدير العام لوزارة المعارف عام 1378هـ.
- مدير جامعة الملك سعود عام 1378هـ.
- وزير دولة لشؤون رئاسة مجلس الوزراء من رجب عام 1379هـ إلى شوال عام 1381هـ. و رئيس مجلس الوزراء السعودي لفترة مؤقته [1] في التشكيل الوزاري اللذي عرف باسم الوزارة الشعبية
- رئيس مجلس إدارة شركة كهرباء الرياض جمادي الأول عام 1382هـ.
- رئيس مجلس إدارة شركة اسمنت اليمامة جمادى الأول عام 1382هـ.
- وزير العمل والشؤون الاجتماعية من رجب عام 1389هـ إلى شوال عام 1391هـ.
- سفير جلالة ملك المملكة لدى اليابان ومعتمد لدى جمهورية الصين وجمهورية كوريا الجنوبية ذي القعدة عام 1383هـ.
- سفير جلالة ملك المملكة لدى السويد ومعتمد لدى الدنمارك والنرويج شعبان عام 1388هـ.
- سفير جلالة ملك المملكة لدى إسبانيا ومعتمد لدى البرتغال صفر عام 1393هـ.
- سفير خادم الحرمين الشريفين لدى بريطانيا ومعتمد لدى جمهورية إيرلندا وعميدا للسلك الدبلوماسي من ذي القعدة 1400عام هـ إلى رمضان عام 1412هـ، وكان ذلك آخر مشواره الزاهر.

## الوفاة
تُوفي ناصر المنقور في أحد مستشفيات مدينة لندن يوم 24 يوليو سنة 2007 بعد صراع مع المرض.